# Josep Campmany i Cunillé
Josep Campmany i Cunillé (Badalona, 1893-1989) fou un mestre d'escola català, fill de Joan Campmany i Mongay (1847-1918) i Madrona Cunillé i Serra (1853-1920). Després de treballar en diversos projectes educatius de la ciutat de Badalona, el 1926 passà a exercir de professor de català a l'Institut Tècnic Eulàlia, de Barcelona.
En unes circumstàncies difícils, el 1938 n'assumí la direcció fins a la seva jubilació el 1976, quan va ser succeït en el càrrec per la seva filla Mercè Campmany i Giralt (1934-2022). El 1940 defensà l'Institut Tècnic Eulàlia davant del Tribunal de Responsabilitats Polítiques a causa de la seva ideologia catalana. El 19 d'octubre de 1922 es casà amb Francesca Giralt i Casals (1897-1992), i tingueren cinc filles i deu nets. Van ser membres de l'Orde Franciscà Seglar.
De ben jove, conreà la poesia. El 1916 va ser secretari-mantenidor dels Jocs Florals celebrats a Badalona, on Josep Carner va guanyar la Flor Natural. Entre 1917 i 1936 fou redactor i director de la revista Aubada. De 1940 a 1941 va presidir el Círcol Catòlic de Badalona.